# Afrika-Cup 2010/Gruppe C
| Pl. | Land     | Sp. | S | U | N | Tore    | Diff. | Punkte |
| --- | -------- | --- | - | - | - | ------- | ----- | ------ |
| 1.  | Ägypten  | 3   | 3 | 0 | 0 | 007:100 | +6    | 09     |
| 2.  | Nigeria  | 3   | 2 | 0 | 1 | 005:300 | +2    | 06     |
| 3.  | Benin    | 3   | 0 | 1 | 2 | 002:500 | −3    | 01     |
| 4.  | Mosambik | 3   | 0 | 1 | 2 | 002:700 | −5    | 01     |

Gruppe C des Afrika-Cups 2010:

## Ägypten – Nigeria 3:1 (1:1)
| Ägypten                                                               | Ägypten | Nigeria | Nigeria | Aufstellung                       |
| --------------------------------------------------------------------- | --- | --- | ------- | --------------------------------- |
| Ägypten                                                               | \| 1. Spieltag \| \| 12. Januar 2010 um 17:00 Uhr in Benguela (Estádio Nacional de Ombaka) \| \| Zuschauer: 18.000 \| \| Schiedsrichter: Rajindraparsad Seechurn ( Mauritius) \|                                                                          | \| 1. Spieltag \| \| 12. Januar 2010 um 17:00 Uhr in Benguela (Estádio Nacional de Ombaka) \| \| Zuschauer: 18.000 \| \| Schiedsrichter: Rajindraparsad Seechurn ( Mauritius) \|                                            | Nigeria | Aufstellung Ägypten gegen Nigeria |
| Ägypten                                                               | Essam El-Hadary – Hany Saïd, Mahmoud Fathalla, Wael Gomaa, Sayed Moawad – Ahmed Hassan, Hosni Abd-Rabou (72. Gedo), Ahmed Fathy, Hossam Ghaly (56. Ahmed Al-Muhammadi) – Mohamed Zidan (85. Mohamed Abdel-Shafy), Emad Moteab Cheftrainer: Hassan Shehata | Vincent Enyeama – Mohammed Yusuf, Joseph Yobo, Obinna Nwaneri, Taye Taiwo – Ayila Yussuf, John Obi Mikel (79. Nwankwo Kanu), Dickson Etuhu – Chinedu Obasi, Yakubu, Kalu Uche (69. Victor Obinna) Cheftrainer: Shaibu Amodu | Nigeria | Aufstellung Ägypten gegen Nigeria |
| Ägypten                                                               | 1:1 Emad Moteab (34.) 2:1 Ahmed Hassan (54.) 3:1 Gedo (88.) | 0:1 Chinedu Obasi (12.) | Nigeria | Aufstellung Ägypten gegen Nigeria |
| Ägypten                                                               | Obinna Nwaneri (62.) | | Nigeria | Aufstellung Ägypten gegen Nigeria |
| 1. Spieltag                                                           | | |         |                                   |
| 12. Januar 2010 um 17:00 Uhr in Benguela (Estádio Nacional de Ombaka) | | |         |                                   |
| Zuschauer: 18.000                                                     | | |         |                                   |
| Schiedsrichter: Rajindraparsad Seechurn ( Mauritius)                  | | |         |                                   |

## Mosambik – Benin 2:2 (1:2)
| Mosambik                                                              | Mosambik | Benin | Benin | Aufstellung                      |
| --------------------------------------------------------------------- | --- | --- | ----- | -------------------------------- |
| Mosambik                                                              | \| 1. Spieltag \| \| 12. Januar 2010 um 19:30 Uhr in Benguela (Estádio Nacional de Ombaka) \| \| Zuschauer: 15.000 \| \| Schiedsrichter: Khaled Abdel Rahman ( Sudan) \|                   | \| 1. Spieltag \| \| 12. Januar 2010 um 19:30 Uhr in Benguela (Estádio Nacional de Ombaka) \| \| Zuschauer: 15.000 \| \| Schiedsrichter: Khaled Abdel Rahman ( Sudan) \| | Benin | Aufstellung Mosambik gegen Benin |
| Mosambik                                                              | Rafael – Samuel Chapanga, Dario Khan, Mexer, Paíto – Simão Junior, Domingues, Genito (83. Momed Hagi), Miro – Tico-Tico (90.+3’ Danito), Fumo (77. Hélder Pelembe) Cheftrainer: Mart Nooij | Yoann Djidonou – Félicien Singbo (64. Emmanuel Imorou), Damien Chrysostome, Khaled Adénon, Romuald Boco – Séïdath Tchomogo, Stéphane Sessegnon, Jocelyn Ahouéya (57. Djiman Koukou) – Mickaël Poté, Mouritala Ogunbiyi (84. Nouhoum Kobéna), Razak Omotoyossi Cheftrainer: Michel Dussuyer | Benin | Aufstellung Mosambik gegen Benin |
| Mosambik                                                              | 1:2 Miro (29.) 2:2 Fumo (54.) | 0:1 Razak Omotoyossi (14., Foulelfmeter) 0:2 Dario Khan (20., Eigentor) | Benin | Aufstellung Mosambik gegen Benin |
| Mosambik                                                              | Rafael (14.), Tico-Tico (53.), Mexer (59.) | Stéphane Sessegnon (40.), Khaled Adenon (62.) | Benin | Aufstellung Mosambik gegen Benin |
| 1. Spieltag                                                           | | |       |                                  |
| 12. Januar 2010 um 19:30 Uhr in Benguela (Estádio Nacional de Ombaka) | | |       |                                  |
| Zuschauer: 15.000                                                     | | |       |                                  |
| Schiedsrichter: Khaled Abdel Rahman ( Sudan)                          | | |       |                                  |

## Nigeria – Benin 1:0 (1:0)
| Nigeria                                                               | Nigeria | Benin | Benin | Aufstellung                     |
| --------------------------------------------------------------------- | --- | --- | ----- | ------------------------------- |
| Nigeria                                                               | \| 2. Spieltag \| \| 16. Januar 2010 um 17:00 Uhr in Benguela (Estádio Nacional de Ombaka) \| \| Zuschauer: 8.000 \| \| Schiedsrichter: Hélder Martins de Carvalho ( Angola) \|                                                                          | \| 2. Spieltag \| \| 16. Januar 2010 um 17:00 Uhr in Benguela (Estádio Nacional de Ombaka) \| \| Zuschauer: 8.000 \| \| Schiedsrichter: Hélder Martins de Carvalho ( Angola) \| | Benin | Aufstellung Nigeria gegen Benin |
| Nigeria                                                               | Vincent Enyeama – Mohammed Yusuf, Danny Shittu, Joseph Yobo (54. Onyekachi Apam), Elderson Echiéjilé – Dickson Etuhu, John Obi Mikel, Kalu Uche (74. Sani Kaita) – Chinedu Obasi, Peter Odemwingie, Yakubu (59. Victor Obinna) Cheftrainer: Shaibu Amodu | Rachad Chitou (73. Yoann Djidonou) – Romuald Boco, Khaled Adénon, Damien Chrysostome, Emmanuel Imorou (67. Félicien Singbo) – Séïdath Tchomogo, Stéphane Sessegnon, Djiman Koukou, Nouhoum Kobéna (83. Arnaud Seka) – Mouritala Ogunbiyi, Razak Omotoyossi Cheftrainer: Michel Dussuyer | Benin | Aufstellung Nigeria gegen Benin |
| Nigeria                                                               | 1:0 Yakubu (42., Handelfmeter) | | Benin | Aufstellung Nigeria gegen Benin |
| Nigeria                                                               | Elderson Echiéjilé (86.) | Stéphane Sessegnon (26.), Romuald Boco (41.), Razak Omotoyossi (90.+1’) | Benin | Aufstellung Nigeria gegen Benin |
| 2. Spieltag                                                           | | |       |                                 |
| 16. Januar 2010 um 17:00 Uhr in Benguela (Estádio Nacional de Ombaka) | | |       |                                 |
| Zuschauer: 8.000                                                      | | |       |                                 |
| Schiedsrichter: Hélder Martins de Carvalho ( Angola)                  | | |       |                                 |

## Ägypten – Mosambik 2:0 (0:0)
| Ägypten                                                               | Ägypten | Mosambik | Mosambik | Aufstellung                        |
| --------------------------------------------------------------------- | --- | --- | -------- | ---------------------------------- |
| Ägypten                                                               | \| 2. Spieltag \| \| 16. Januar 2010 um 19:30 Uhr in Benguela (Estádio Nacional de Ombaka) \| \| Zuschauer: 16.000 \| \| Schiedsrichter: Kokou Djaoupe ( Togo) \|                                                                                        | \| 2. Spieltag \| \| 16. Januar 2010 um 19:30 Uhr in Benguela (Estádio Nacional de Ombaka) \| \| Zuschauer: 16.000 \| \| Schiedsrichter: Kokou Djaoupe ( Togo) \|                | Mosambik | Aufstellung Ägypten gegen Mosambik |
| Ägypten                                                               | Essam El-Hadary – Ahmed Fathy, Wael Gomaa, Mahmoud Fathalla, Sayed Moawad – Hany Saïd (48. Ahmed Al-Muhammadi), Ahmed Hassan, Hosni Abd-Rabou, Shikabala (69. Gedo) – Mohamed Zidan (57. Ahmed Eid Abdel Malek), Emad Moteab Cheftrainer: Hassan Shehata | Rafael – Samuel Chapanga, Dario Khan, Mexer, Paíto – Simão Junior, Domingues, Miro, Genito (87. Danito) – Tico-Tico (69. Momed Hagi), Fumo (52. Josimar) Cheftrainer: Mart Nooij | Mosambik | Aufstellung Ägypten gegen Mosambik |
| Ägypten                                                               | 1:0 Dario Khan (47., Eigentor) 2:0 Gedo (81.) | | Mosambik | Aufstellung Ägypten gegen Mosambik |
| Ägypten                                                               | Dario Khan (30.), Miro (86.), Momed Hagi (89.) | | Mosambik | Aufstellung Ägypten gegen Mosambik |
| 2. Spieltag                                                           | | |          |                                    |
| 16. Januar 2010 um 19:30 Uhr in Benguela (Estádio Nacional de Ombaka) | | |          |                                    |
| Zuschauer: 16.000                                                     | | |          |                                    |
| Schiedsrichter: Kokou Djaoupe ( Togo)                                 | | |          |                                    |

## Ägypten – Benin 2:0 (2:0)
| Ägypten                                                               | Ägypten | Benin | Benin |
| --------------------------------------------------------------------- | --- | --- | ----- |
| Ägypten                                                               | \| 3. Spieltag \| \| 20. Januar 2010 um 17:00 Uhr in Benguela (Estádio Nacional de Ombaka) \| \| Zuschauer: 12.500 \| \| Schiedsrichter: Daniel Bennett ( Südafrika) \|                                                                                                   | \| 3. Spieltag \| \| 20. Januar 2010 um 17:00 Uhr in Benguela (Estádio Nacional de Ombaka) \| \| Zuschauer: 12.500 \| \| Schiedsrichter: Daniel Bennett ( Südafrika) \| | Benin |
| Ägypten                                                               | Essam El-Hadary (76. Abdelwahed El-Sayed) – Ahmed Al-Muhammadi, Mahmoud Fathalla, Abdel El-Saqua (53. Mohamed Zidan), Moatasem Salem – Mohamed Abdel-Shafy, Ahmed Hassan, Hosni Abd-Rabou, Hossam Ghaly – Emad Moteab, Ahmed Raouf (67. Gedo) Cheftrainer: Hassan Shehata | Yoann Djidonou – Félicien Singbo, Damien Chrysostome, Khaled Adénon, Romuald Boco – Séïdath Tchomogo (88. Jocelyn Ahouéya), Pascal Angan (46. Mohamed Aoudou), Djiman Koukou – Arnaud Seka (70. Mickaël Poté), Mouritala Ogunbiyi, Razak Omotoyossi Cheftrainer: Michel Dussuyer | Benin |
| Ägypten                                                               | 1:0 Ahmed Al-Muhammadi (7.) 2:0 Emad Moteab (24.) | | Benin |
| Ägypten                                                               | Mahmoud Fathalla (57.) | Arnaud Seka (20.), Khaled Adenon (47.) | Benin |
| 3. Spieltag                                                           | | |       |
| 20. Januar 2010 um 17:00 Uhr in Benguela (Estádio Nacional de Ombaka) | | |       |
| Zuschauer: 12.500                                                     | | |       |
| Schiedsrichter: Daniel Bennett ( Südafrika)                           | | |       |

## Nigeria – Mosambik 3:0 (1:0)
| Nigeria                                                                 | Nigeria | Mosambik | Mosambik |
| ----------------------------------------------------------------------- | --- | --- | -------- |
| Nigeria                                                                 | \| 3. Spieltag \| \| 20. Januar 2010 um 17:00 Uhr in Lubango (Estádio Nacional da Tundavala) \| \| Zuschauer: 8.050 \| \| Schiedsrichter: Koman Coulibaly ( Mali) \|                                                                                            | \| 3. Spieltag \| \| 20. Januar 2010 um 17:00 Uhr in Lubango (Estádio Nacional da Tundavala) \| \| Zuschauer: 8.050 \| \| Schiedsrichter: Koman Coulibaly ( Mali) \|               | Mosambik |
| Nigeria                                                                 | Vincent Enyeama – Mohammed Yusuf, Onyekachi Apam, Danny Shittu, Elderson Echiéjilé – Sani Kaita, Dickson Etuhu (72. Ayila Yussuf), John Obi Mikel – Peter Odemwingie (84. Victor Obinna), Chinedu Obasi, Yakubu (68. Obafemi Martins) Cheftrainer: Shaibu Amodu | Rafael – Samuel Chapanga, Dario Khan, Fanuel, Paíto – Simão Junior, Domingues, Miro (75. Momed Hagi), Genito (68. Josimar) – Dário (83. Danito), Tico-Tico Cheftrainer: Mart Nooij | Mosambik |
| Nigeria                                                                 | 1:0 Peter Odemwingie (45.) 2:0 Peter Odemwingie (47.) 3:0 Obafemi Martins (85.) | | Mosambik |
| Nigeria                                                                 | Domingues (36.), Genito (40.), Miro (59.), Tico-Tico (70.), Rafael (81.) | | Mosambik |
| 3. Spieltag                                                             | | |          |
| 20. Januar 2010 um 17:00 Uhr in Lubango (Estádio Nacional da Tundavala) | | |          |
| Zuschauer: 8.050                                                        | | |          |
| Schiedsrichter: Koman Coulibaly ( Mali)                                 | | |          |